# Дом голландской реформатской церкви
Дом голландской реформатской церкви или Голландская церковь — бывший храм голландской реформатской церкви, памятник архитектуры позднего русского классицизма, построенный в 1834—1839 годах по проекту Павла Жако. Расположен в Санкт-Петербурге по трём адресам: Невский проспект, 20, Набережная реки Мойки, 44 и Большая Конюшенная улица, 31.

## История дома
Выходцы из Западной Европы во многом из-за симпатий Петра I играли заметную роль в ранней истории Санкт-Петербурга, в связи с чем в самом начале XVIII в. в городе разместился ряд инославных религиозных церквей, соборов и общин (то есть конфессий, отличавшихся от Русской православной церкви). Многие являлись протестантскими, среди которых была Голландская реформатская церковь. Вопрос об инославных богослужениях в частных домах был отдан в 1721 году Петром I в ведение вновь учреждённому Синоду. В 1708 году голландцы Петербурга обзавелись возможностью молиться в небольшой деревянной лютеранской кирхе при дворе Корнелия Крюйса, бывшего тогда вице-адмиралом. В 1717 году пастором этой голландской общины, состоящей всего из 36 человек, стал некий Х. Г. Грубе.

### До Октябрьской революции
5 октября 1725 года из Главной полиции была выдана данная генерал-майору Петру Петровичу Лефорту на двор, находившийся в С.-Петербурге, на углу Невского проспекта и набережной реки Мойки. Из неё видно, что вдова архитектора Ж.-Б. Леблона Марфа и сын их Иван заложили двор свой за три тысячи рублей Петру Лефорту, а затем «уступили ему Лефорту за означенные заёмные деньги за три тысячи рублёв вечно». (РГАДА. Фонд 265, опись 1, дело 41, 1725 г., лист 182-об.) В 1733 году П. П. Лефорт продал свой двор Голландской Реформатской церкви в Санкт-Петербурге.
В 1724 году голландская община приобрела дом Пьера Пуси, находившийся на углу Невского проспекта и набережной реки Мойки. В этом доме работала голландская школа. Несколько позже сама кирха была перестроена в одноэтажный дом, купленный 6 апреля 1733 году за 1500 рублей, приобретен одноэтажный дом. Спустя 3 года, летом 1736 года, оба строения сгорели.
Новое здание для кирхи удалось возвести лишь в 1742 году на средства, большая часть которых поступила из Нидерландов. Новая кирха вмещала уже 250 человек и имела достаточно затейливые интерьеры.

деревянная резьба окрашена в лазоревый цвет, растительный орнамент позолочен… Мужчины сидят по правую руку, женщины — по левую

В 1771 году помещение, предназначенное для молитв было расширено, а в 1772 году в нём был установлен орган работы мастера Губкрама. Староста и пастор общины жили в купленном для них в 1778 году каменном доме на пересечении Невского проспекта и Большой Конюшенной улицы. Со временем, несмотря на свою просторность и вместительность, здание уже не соответствовало назначению да и архитектурному ансамблю проспекта. В 1797 году И. Кребер предложил возвести новую кирху — гораздо величественнее и масштабнее старой, однако его замыслам было суждено остаться на бумаге.

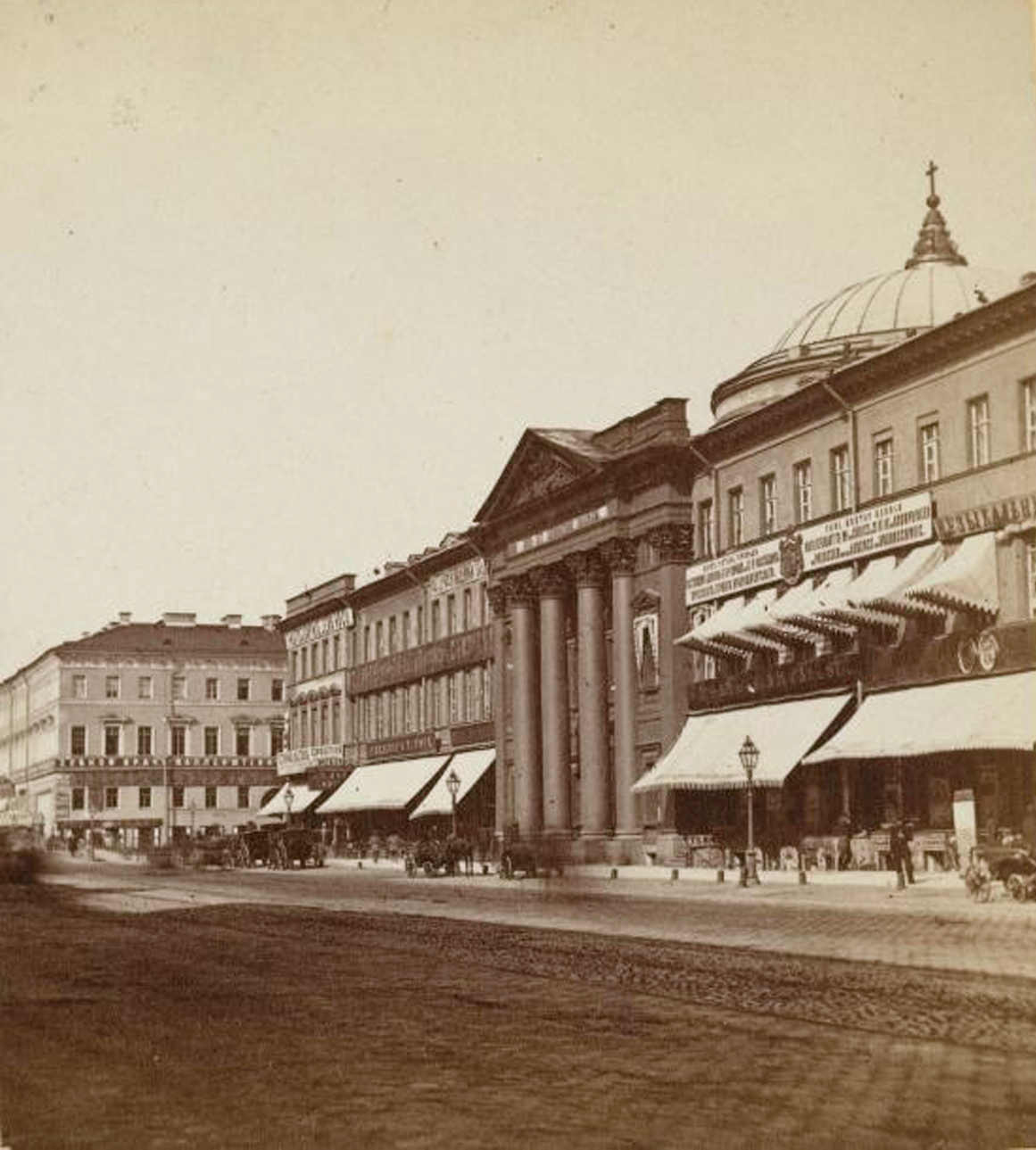
Дом Голландской церкви. 1870-е. Фотограф Альберт Фелиш (1837—1908)

С 1833 года в здании Голландской церкви размещался книжный магазин Ф. Беллизара. Часть помещений занимало правление Общества поощрения художников, организовавшее здесь в 1837 году первую в России художественную лотерею. В доме по Невскому, 20 проводились регулярные художественные выставки. В 1839—1841 годах здесь находилось редакция журнала Отечественные записки А. А. Краевского. С журналом сотрудничали ведущие русские писатели середины XIX века (В. Ф. Одоевский, В. А. Жуковский, Д. В. Давыдов и другие), в отделе критики которого работал В. Г. Белинский.
Со стороны Невского проспекта здание выделяется портиком коринфского ордера с четырьмя крупными белыми колоннами, между которыми находится вход. Церковь спроектирована в форме ротонды, увенчанной пологим куполом.

### После Октябрьской революции
После Октябрьской революции 1917 года церковный приход значительно сократился. В 1926 году было объявлено о прекращении богослужений, через год, здание национализировали, Голландская церковь была закрыта. Церковный орган демонтировали и передали в Певческую капеллу. Все помещения храма перешли Ленинградскому кукольному театру. 19 ноября 1933 года, спектаклем «Бешеные деньги» по пьесе А. Н. Островского здесь открылся Новый театр (режиссёр — И. Кролль, руководивший труппой до 1937 года). Пожар, случившийся в Доме Голландской церкви в 1936 году, уничтожил большую часть театральных помещений, труппа переехала в другое здание.
В 1936 году в Голландской церкви прошла реконструкция (по проекту архитектора Б. Л. Васильева), в её помещениях начала работать городская общественная библиотека им. А. А. Блока. В 1969—1971 годах была проведена реставрация церковного интерьера.
Осенью 1988 года на базе библиотеки было образовано «Ленинградского товарищество свободных художников» (ТСХ), позднее переименованное в «Товарищества свободных художников Санкт-Петербурга» (в декабре 1991). ТСХ просуществовало на Невском, 20 до крупного пожара, произошедшего 19 февраля 2004 года, в результате которого библиотека лишилась части своих фондов (альбомов по истории искусства, нотных изданий, пластинок). Общая площадь возгорания (второй и третий этажи + чердак и кровля) составила около двух тысяч квадратных метров. После проведенного ремонта залы были вновь открыты в феврале 2005, вскоре после чего статус и название библиотеки были изменены на: «Невский, 20» — Центр искусства и музыки библиотеки им. В. В. Маяковского. По настоящее время Центр искусства и музыки проводит активную выставочную и концертную политику. Основным экспозиционным пространством центра является ротонда Голландской церкви, здесь были показаны персональные выставки известных петербургских художников, скульпторов и фотографов, таких как: Арон Зинштейн, Анатолий Заславский, Олег Яхнин, Роберт Лотош, Алексей Парыгин, Андрей Корольчук, Артур Молев, Вадим Бо, Хачатур Белый, Наталья Манелис и многих других. Ещё один, несколько меньший по площади экспозиционный зал, находится на первом этаже Голландской церкви.
В 1960—1980-е годы на первом этаже дома со стороны Невского проспекта работало кафе-автомат «Минутка», в котором продавались пирожки (стоимостью 6-20 копеек) с разнообразными начинками (морковью, рисом, луком, рыбой, мясом, яйцом, черникой, сосиски и яйцо в тесте); чай, кофе и бульоны в кружках.
Многие годы в здании Голландской церкви (вход с Невского проспекта) работал книжный магазин «Дом военной книги» (основанный в 1920 году). Магазин закрылся для посетителей в 2012 году.

### Современность
С 1994 года по настоящее время на первом этаже дома (там же, где в советское время находилось кафе «Минутка») открыто фастфуд-кафе Subway (интерьеры и перепланировка — архитекторы В. О. Ухов, С. Нефедов); арт-пространство Biblioteka (объединяющее функции ресторана и молодёжного культурного центра).
В 2000 годы дом был перекрашен из голубого в серый цвет.
В конце января 2020 года исторические решётки балконов на фасаде здания были демонтированы без разрешения КГИОП, по факту нарушения исторического облика объекта культурного наследия возбуждено уголовное дело.